# أخصائي الصحة النفسية (مهنة)
أنشئ دور أخصائي الصحة العقلية المعتمد approved mental health professional (AMHP) في المملكة المتحدة في تعديل قانون الصحة العقلية لعام 1983 لعام 2007 ليحل محل دور الأخصائي الاجتماعي المعتمد. ويشبه هذا الدور إلى حد كبير دور الأخصائي الاجتماعي المعتمد، ولكنه يتميز بأنه لم يعد حكراً على الأخصائيين الاجتماعيين. ويمكن أن ينضم إليه مهنيون آخرون، بما في ذلك ممرضات الصحة العقلية المسجلات، وأخصائيي العلاج المهني، وعلماء النفس المسجلين بعد تلقي التدريب المناسب على مستوى ما بعد التأهيل والماجستير (المستوى 7 NQF). وتتولى وزارة الصحة تنسيق تقييم الأفراد الذين يجري النظر في احتجازهم بموجب قانون الصحة العقلية لعام 1983. والسبب في أن بعض المتخصصين في الصحة العقلية مؤهلين للقيام بهذا الدور الذي هو على نطاق واسع تجنب الإفراط في إضفاء الطابع الطبي على التقييم والعلاج للأفراد الذين يعانون من اضطراب عقلي، على النحو المحدد في المادة 1 من قانون الصحة العقلية لعام 1983. 121- ويتمثل دور وزارة الصحة في أن تقرر بناء على التوصيات الطبية التي قدّمها الأطباء (أو طبيب لأغراض المادة الرابعة من القانون)، ما إذا كان ينبغي احتجاز شخص بموجب قانون الصحة العقلية.

## الدور المهني
يجري تدريب المهنيين المعتمدين في مجال الصحة العقلية على تنفيذ عناصر من قانون الصحة العقلية لعام 1983، بصيغته المعدلة بقانون الصحة العقلية لعام 2007، بالاشتراك مع الممارسين الطبيين. وقد تلقوا تدريباً محدداً على الأقل في المستوى 7 بشأن الإطار الوطني للمؤهلات، مثل برنامج «ماج كسيكو للصحة العقلية» أو "PGDip" في دراسات الصحة العقلية المتعلقة بتطبيق قوانين الصحة العقلية، وعادة ما يستمر لمدة سنة أو سنتين، ويؤدون دور تقييم وتقرير ما إذا كانت هناك أسباب لاحتجاز الأشخاص المختلين عقلياً الذين يستوفون المعايير القانونية. و AMHP هو أيضا المهنية الرعاية الصحية الهامة عند اتخاذ القرارات بموجب أوامر الوصاية أو العلاج المجتمعي.
يُعرف التقييم والاحتجاز بموجب القانون بالعامية بأنهما «مقطعان»، أو «مقطعان»، في إشارة إلى تطبيق مواد من قانون الصحة العقلية ذات صلة بهذه العملية. دور التقدم بطلب للحصول على «قسم» يبقى مع AMHP، وليس الطبيب، كما يعتقد العديد من المهنيين والأفراد العاديين، وبالتالي قد يشعر الطبيب أن هناك حاجة إلى قسم، على الرغم من أنه هو في الواقع AMHP الذي هو الفرد الذي سيقرر ما إذا كان هذا مطلوب بعد تقييم مفصل واستشارات مع الأطباء.

## تقييمات قانون الصحة العقلية
تتولى البرامج المسؤولية عن تنظيم وتنسيق عمليات تقييم قانون الصحة العقلية والمساهمة فيها. ومن واجب اللجنة، عندما تقدم توصيتان طبيتان، أن تقرر ما إذا كانت ستُطلب أو لا تقدم طلباً إلى مستشفى مسمى لاحتجاز الشخص الذي تم تقييمه. ولكي يُحتجز الأفراد بموجب قانون الصحة العقلية، يجب أن يكونوا مصابين باضطرابات عقلية، تستدعي طبيعتها أو درجة الاحتجاز في المستشفى على أساس صحتهم و/أو الخطر الذي يعرضونه على أنفسهم و/أو الخطر الذي يعرضونه على الآخرين. ويشمل دور اللجنة الترتيب لتقييم الشخص المعني من قبل اثنين من الممارسين الطبيين الذين يجب أن يكونا مستقلين عن بعضهما البعض، وينبغي أن يكون أحدهما على الأقل متخصصا في الصحة العقلية، يسمى «المادة 12 المعتمدة» بموجب المادة 12 من قانون الصحة العقلية لعام 1983. ويفضل أن يكون أحد المقيّحين الطبيين على معرفة سابقة بالشخص الذي يجري تقييمه. وينبغي بذل الجهود للبحث عن بدائل أقل تقييداً للاحتجاز إذا كان من الآمن والمناسب القيام بذلك، مثل استخدام شبكات الدعم الخاصة بالأفراد، بما يتماشى مع مبدأ الرعاية في أقل الظروف تقييداً. ومن المتوقع أن تأخذ هذه المبادئ في الاعتبار عوامل مثل نوع الجنس والثقافة والعرق والعمر والجنس والإعاقة في تقييماتها. وينبغي أيضا بذل الجهود للتغلب على أي عقبات في مجال الاتصال، مثل الصمم أو المقيّمين، وينبغي أن يُطلب من المترجم الشفوي أن يُقيّم. وليس من الممارسات الجيدة أن يقوم أحد المقيّمين بدور المترجم الشفوي.

### أقارب من الدرجة الأولى
وثمة عامل هام في عمليات التقييم هو دور أقرب الأقارب. ويُحدَّد الشخص الذي يُؤهل ليكون أقرب قريب له وفقاً للتسلسل الهرمي المبين في قانون الصحة العقلية. وإذا كان الشخص قد احتجز بموجب المادة 2 (تقييم) القانون، فمن المتوقع أن يبذل برنامج العمل الوطني المعني بالانتهاك في المحتجزين جهودا معقولة للاتصال بأقرب قريب له ودعوة آرائه. كما أن من دور وزارة العمل في مجال حقوق الإنسان أن تبلغهم بحقهم في تسريح الشخص المعني في بعض الظروف. وإذا كان الشخص قد احتجز بموجب المادة 3 (المعاملة) من القانون، فيجب على وزارة الشؤون العامة أن تسأل أقرب الأقارب عما إذا كانوا يعترضون على الشخص المحتجز، وإذا كانوا قد اعتقلوا، فلا يمكن المضي قدماً في الاحتجاز. هناك مناسبات لا تحتاج فيها أقرب قريب إلى الاتصال أو قد تحتاج إلى أن تُهجّر من قبل المحكمة. يمكن لقريب قريب تفويض دورهم إلى شخص آخر مناسب.

### الحجز في المستشفى
يتم تشجيع المقيمين من خلال قانون الممارسة على مناقشة التقييم معًا بمجرد إجراء الفحصين الطبيين ومقابلة AMHP. بالنسبة للقسم 2 والقسم 3، يجب إجراء التقييمات من قبل الممارسين الطبيين بما لا يزيد عن خمسة أيام واضحة بين بعضهم البعض. لدى AMHPs ما يصل إلى أربعة عشر يومًا من وقت التقييم الطبي الثاني لاتخاذ القرار بشأن تقديم طلب احتجاز أم لا. في حالة متابعة الطلب، تكون AMHPs مسؤولة عن تنظيم النقل الآمن للفرد المحتجز إلى المستشفى. أفضل طريقة للتوصيل هي التي تضمن كرامة الفرد وراحته وسلامته. قد يكون هذا عن طريق سيارة إسعاف أو من قبل الشرطة أو بطريقة أخرى. سيحضر AMHP إلى المستشفى المعين وموظفي التمريض الذين سيقدمون الأوراق للتحقق من ذلك وتلقي الطلب نيابة عن مديري المستشفى. يمكن تصحيح بعض الأخطاء في الأوراق لاحقًا ويظل الطلب صالحًا. بعض الأخطاء الأخرى تبطل التطبيق ومن ثم يصبح الاحتجاز غير قانوني.

### أوامر العلاج المجتمعي
ينص قانون الصحة العقلية المنقح على أوامر العلاج المجتمعي الملاحظة، حيث يمكن تنظيمها للمرضى المحتجزين بموجب القسم 3 (العلاج) من القانون. هذا يسمح لهم بالعودة إلى مكان إقامتهم في المجتمع، ولكن بشروط محددة. يشمل ذلك الامتثال للعلاجات اللازمة، مثل تناول الأدوية بانتظام أو المشاركة في الجلسات العلاجية. في حالة انتهاك هذه الشروط، يمكن استدعاء المرضى رسميًا إلى المستشفى لفترة تصل إلى 72 ساعة. خلال هذه الفترة، يتم إجراء تقييم للحالة لاتخاذ قرار بشأن إمكانية إلغاء أمر العلاج المجتمعي الملاحظة (CTO). إذا تم إبطال أمر العلاج المجتمعي الملاحظة، فإن المرضى يعودون إلى نظام القسم 3 الأصلي ويتم تحويلهم تلقائيًا لمحاكمة أمام لجان مراجعة الصحة العقلية. يعمل الطبيب المسؤول بالتعاون مع فريق التقييم الخاص والآخرين في اتخاذ القرارات بشأن تطبيق وإلغاء الأوامر الخاصة بالعلاج المجتمعي الملاحظة.

## مزيد من القراءة
- في الصحة العقلية لعام مدونة الممارسات هو أفضل دليل على أدوار ومسؤوليات كل المهنية تشارك في الصحة العقلية لعام تقييمات. وإن لم يكن القانون الأساسي وهي بمثابة statutary التوجيه الذي المهنيين المتوقع أن يتبع أو إعطاء سبب وجيه ومبررات عدم القيام بذلك.
- ريتشارد جونز الصحة العقلية لعام دليل (العدد 11) لفترة طويلة القياسية المرجعية المعتمدة الاجتماعيين والآن AMHPs. تفاصيل القانون الأساسي والتوجيه مع ملاحظات مفصلة الإشارة إلى السوابق القضائية.
- من أقرب قريب الكتيب من قبل ديفيد هويت تفاصيل القضايا القانونية المعقدة حول تعريف، القوى، إعلان النزوح من أقرب قريب وتم تحديثها لتشمل الجديدة المعدلة الصحة العقلية لعام 2007.
- المعتمدة الصحة العقلية المهنية دليل الصحة النفسية القانون من قبل روب براون (إكستر: تعلم المسائل) موجز ممارس دليل كيف AMHP دور يتفاعل مع قانون الصحة العقلية والقدرات العقلية

## روابط خارجية
- ويكي الصحة العقلية – معلومات شاملة عن قانون الصحة النفسية في انكلترا وويلز، بما في ذلك النص الكامل لقانون الصحة العقلية (1983)، كما عدل بقانون الصحة العقلية (2007)، والسوابق القضائية.